# Championnats d'Europe de cyclisme sur route 2008
Navigation
Édition précédente Édition suivante
Les Championnats d'Europe de cyclisme sur route 2008 se sont déroulés du 3 au 6 juillet 2008 à Stresa, Pettenasco, Arona et Verbania, dans les provinces de Novare et du Verbano-Cusio-Ossola, au Piémont, en Italie.

## Compétitions
| Jeudi 3 juillet - 9:00 Femmes - moins de 23 ans, 25,300 km - 11:30 Hommes - moins de 23 ans, 25,300 km Vendredi 4 juillet - 9:30 Femmes - Juniors, 16,500 km - 11:00 Hommes - Juniors, 26,500 km | Samedi 5 juillet - 9:00 Femmes - moins de 23 ans, 129,600 km - 11:30 Hommes - moins de 23 ans, 151,200 km Dimanche 6 juillet - 9:00 Femmes - Juniors, 86,400 km - 11:00 Hommes - Juniors, 129,600 km |

## Résultats
| Compétitions             | Or                          | Temps           | Argent                     | Temps  | Bronze                   | Temps  |
| Hommes - moins de 23 ans |                             |                 |                            |        |                          |        |
| Course en ligne          | Cyril Gautier France        | 3 h 39 min 49 s | Paul Voss Allemagne        | + 24 s | Timofey Kritskiy Russie  | m.t.   |
| Contre-la-montre         | Adriano Malori Italie       | 27 min 56 s     | Timofey Kritskiy Russie    | + 7 s  | Artem Ovechkin Russie    | + 21 s |
| Hommes - Juniors         |                             |                 |                            |        |                          |        |
| Course en ligne          | Johan Le Bon France         | 3 h 13 min 57 s | Luke Rowe Royaume-Uni      | m.t.   | Piotr Gawroński Pologne  | m.t.   |
| Contre-la-montre         | Michał Kwiatkowski Pologne  | 20 min 09 s     | Vegard Breen Norvège       | + 3 s  | Johan Le Bon France      | + 14 s |
| Femmes - moins de 23 ans |                             |                 |                            |        |                          |        |
| Course en ligne          | Rasa Leleivytė Lituanie     | 3 h 30 min 58 s | Lesya Kalitovska Ukraine   | m.t.   | déclassée                |        |
| Contre-la-montre         | Eleonora van Dijk Pays-Bas  | 32 min 33 s     | Svitlana Galyuk Ukraine    | + 5 s  | Lesya Kalitovska Ukraine | + 8 s  |
| Femmes - Juniors         |                             |                 |                            |        |                          |        |
| Course en ligne          | Valentina Scandolara Italie | 2 h 22 min 06 s | Valeriya Kononenko Ukraine | m.t.   | Jessie Daams Belgique    | m.t.   |
| Contre-la-montre         | Valeriya Kononenko Ukraine  | 23 min 02 s     | Jacqueline Hahn Autriche   | + 35 s | Maria Mishina Russie     | + 54 s |

## Tableau des médailles
| Rang  | Nation      | Or | Argent | Bronze | Total |
| ----- | ----------- | -- | ------ | ------ | ----- |
| 1     | France      | 2  | 0      | 1      | 3     |
| 2     | Italie      | 2  | 0      | 0      | 2     |
| 3     | Ukraine     | 1  | 3      | 1      | 5     |
| 4     | Pologne     | 1  | 0      | 1      | 2     |
| 5     | Lituanie    | 1  | 0      | 0      | 1     |
| 5     | Pays-Bas    | 1  | 0      | 0      | 1     |
| 7     | Russie      | 0  | 1      | 3      | 4     |
| 8     | Allemagne   | 0  | 1      | 0      | 1     |
| 8     | Royaume-Uni | 0  | 1      | 0      | 1     |
| 8     | Norvège     | 0  | 1      | 0      | 1     |
| 8     | Autriche    | 0  | 1      | 0      | 1     |
| 12    | Belgique    | 0  | 0      | 1      | 1     |
| Total | Total       | 8  | 8      | 7      | 23    |